# 1388

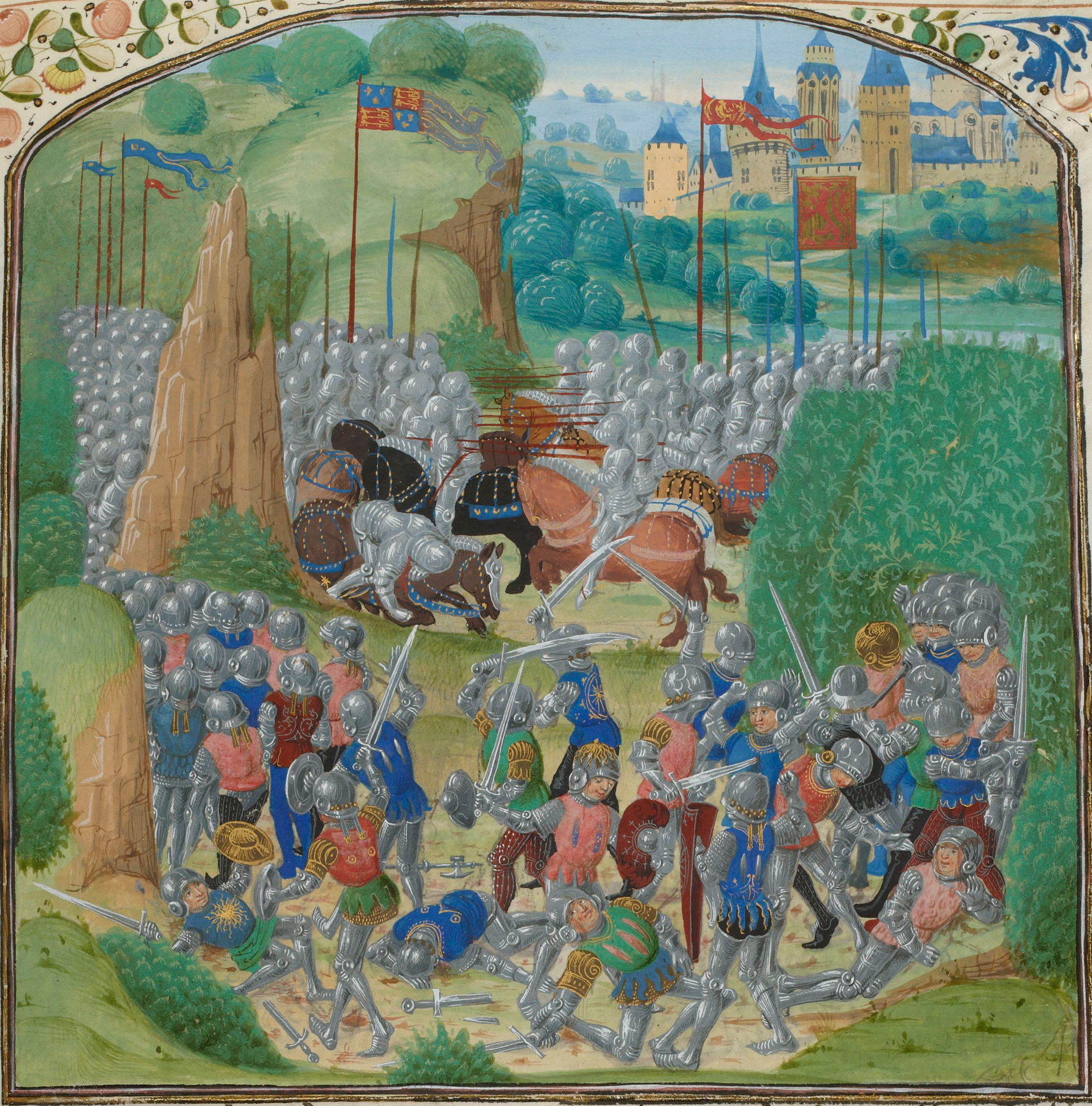
Slag bij Otterburn

Het jaar 1388 is het 88e jaar in de 14e eeuw volgens de christelijke jaartelling.

## Gebeurtenissen
februari
- 26 - Wenceslaus II verpandt het hertogdom Luxemburg aan Jobst van Moravië.

maart
- 26 - De Brusselse schepen Everard 't Serclaes wordt buiten de stad aangevallen en verminkt, waarbij de verdenking rust op Heer Zweder van Abcoude. Er volgt een beleg van zijn kasteel en ten slotte de sloop ervan.
- maart - Jan van Gent ziet af van zijn aanspraken op de troon van Castilië, en erkent Johan I. Om het verdrag te bezegelen wordt bepaald dat de beide beoogde troonopvolgers, Hendrik van Castilië en Catharina van Lancaster, met elkaar zullen trouwen. Zij krijgen de titel prins en prinses van Asturië.

april
- 9 - Slag bij Näfels: De Zwitsers verslaan Oostenrijk en behouden hun verworven uitbreiding.

mei
- 21 - De Universiteit van Keulen wordt opgericht.

juli
- 14 - In de Gertrudiskerk van Geertruidenberg komen regionale bestuurders uit Brabant en Holland bijeen om de paalscheiding tussen Brabant en Holland met hun zegels te bekrachtigen.

augustus
- 23 - Slag bij Döffingen: Graaf Everhard II van Württemberg en zijn bondgenoten verslaan de Zwabische stedenbond, die zijn verzet moet opgeven.
- augustus - Slag bij Otterburn: Een Schots leger onder James Douglas, dat Noord-Engeland is binnengevallen, verslaat een Engels interceptieleger.

oktober
- 26 - Ondertekening van het Verdrag van Bayona, waarin de Engelse prins Jan van Gent afziet van de rechten van zijn vrouw op de troon van Castilië.
- 26 - Hoensbroek wordt afgescheiden van Heerlen en wordt een aparte heerlijkheid onder Herman II Hoen.

zonder datum
- De Koreaanse generaal Yi Seong-gye wordt door koning U van Goryeo (Korea) uitgestuurd om China binnen te vallen in het huidige Liaoning. Yi keert zich echter om en komt in opstand.
- Karel VI van Frankrijk beëindigt het regentschap van zijn ooms Lodewijk I van Anjou, Jan van Berry en Filips de Stoute en neemt zelf de regering ter hand.
- Bredevoort en Tecklenburg ontvangen stadsrechten.
- Stadsbrand van Gorinchem
- oudst bekende vermelding: Greetsiel

## Opvolging
- Ayutthaya - Borommaracha I opgevolgd door Thonglan, op zijn beurt opgevolgd door Ramesuan
- Brandenburg - Sigismund van Luxemburg opgevolgd door Jobst van Moravië
- Brunswijk-Lüneburg - Wenceslaus van Saksen opgevolgd door Bernhard I en Hendrik de Milde
- Delhi - Firuz Shah Tughluq opgevolgd door Ghiyasuddin Tughluq II
- Diez - Gerhard VII van Diez opgevolgd door zijn schoonzoon Adolf I van Nassau-Siegen
- Ferrara - Niccolò II d'Este opgevolgd door zijn broer Alberto d'Este
- Saksen - Wenceslaus opgevolgd door zijn zoon Rudolf III
- Tecklenburg - Otto VI opgevolgd door zijn zoon Nicolaas II
- Noordelijke Yuan-dynastie - Uskhal Khan opgevolgd door Jorightu Khan

## Afbeeldingen

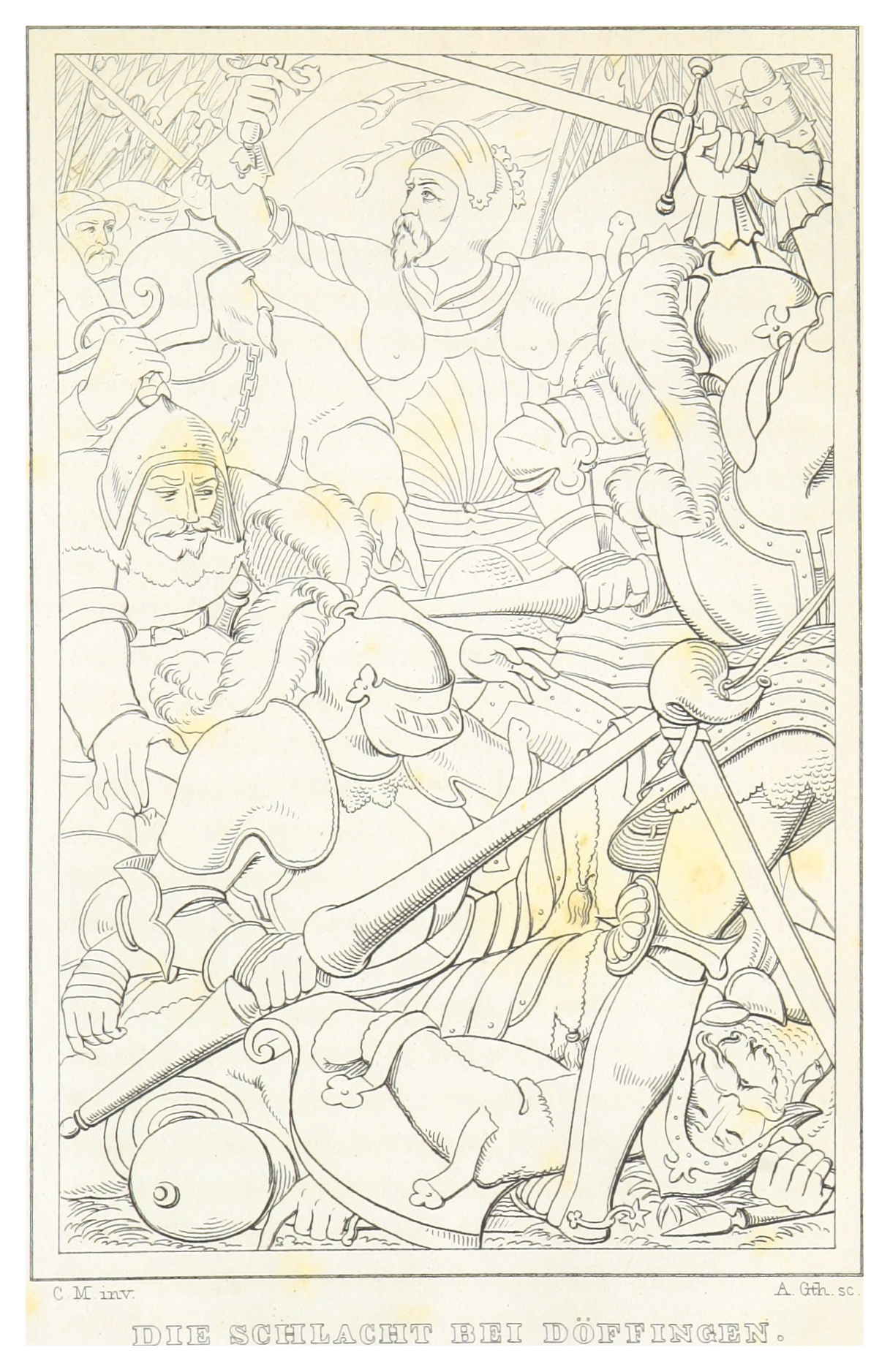
Slag bij Döffingen
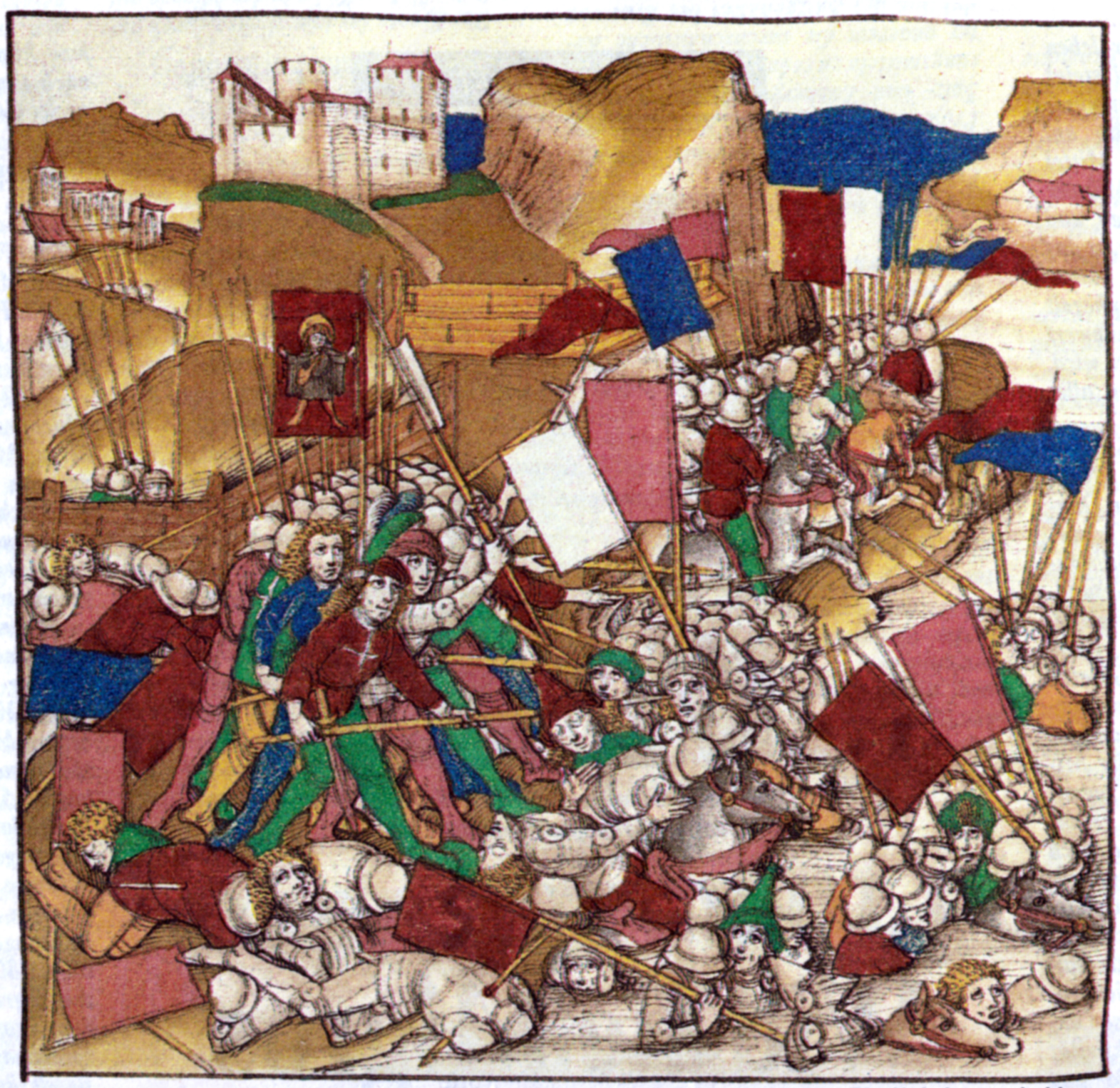
Slag bij Näfels
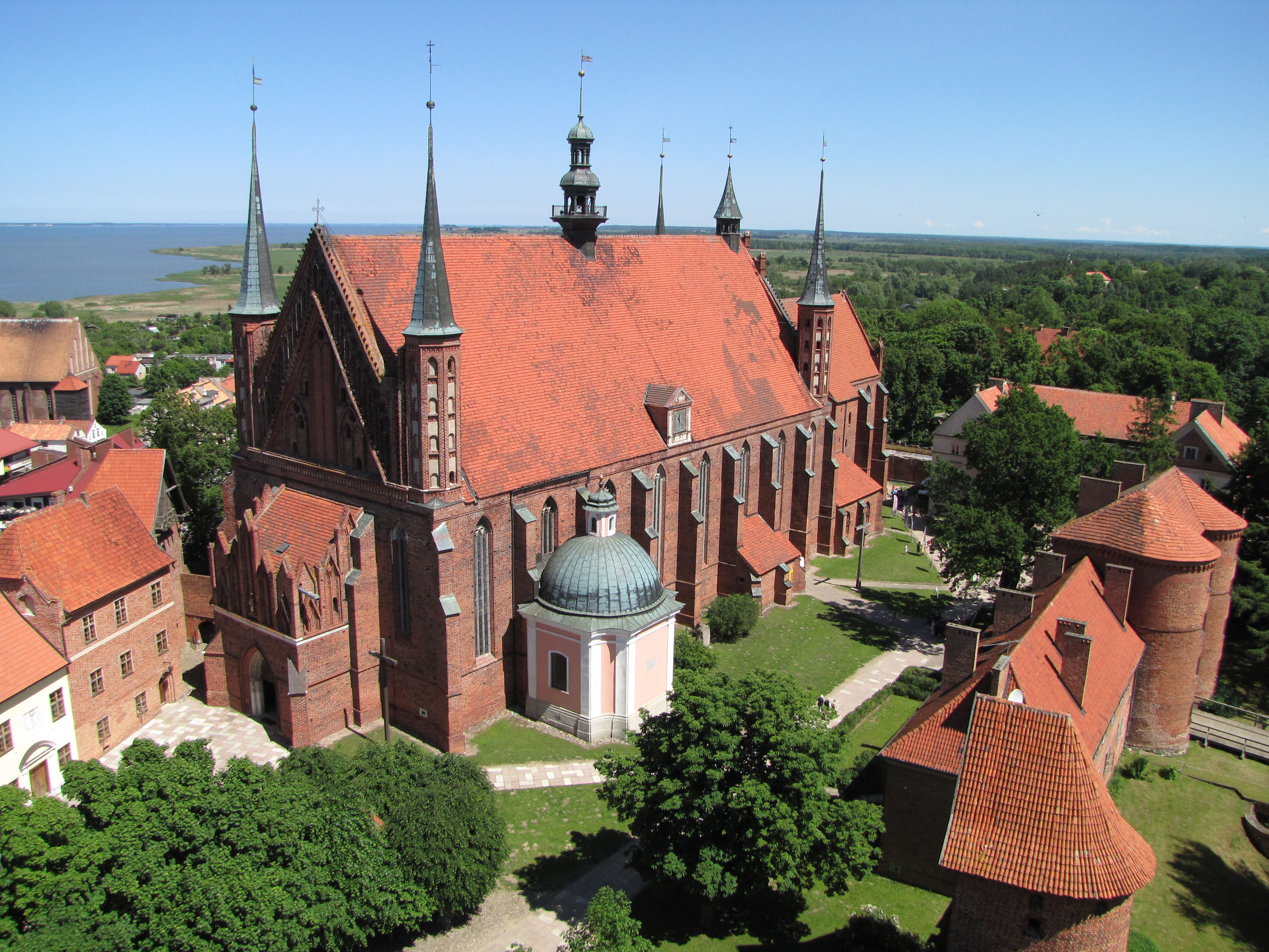
kathedraal van Frombork, voltooid 1388
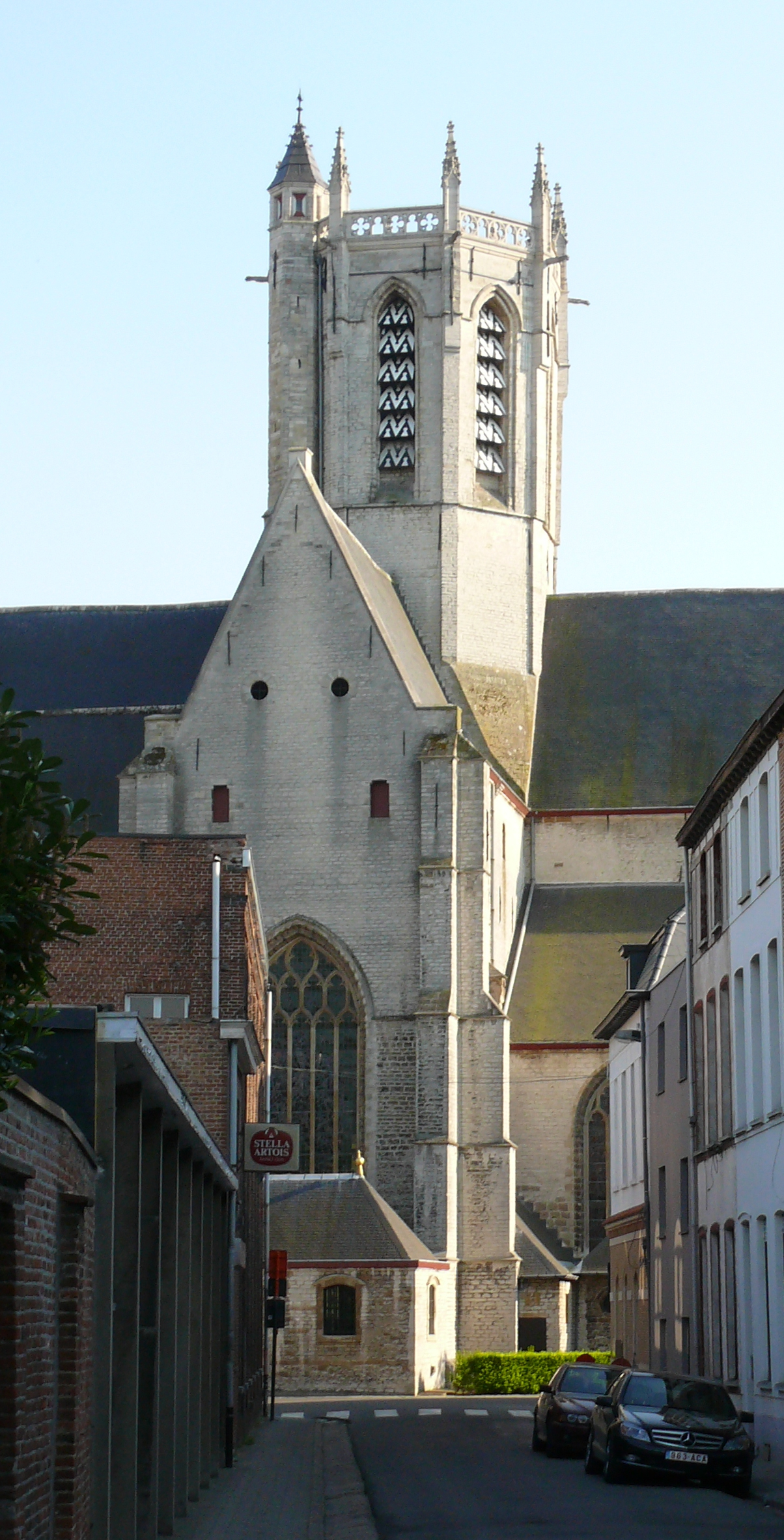
Onze-Lieve-Vrouwekerk, Dendermonde, toren uit 1388
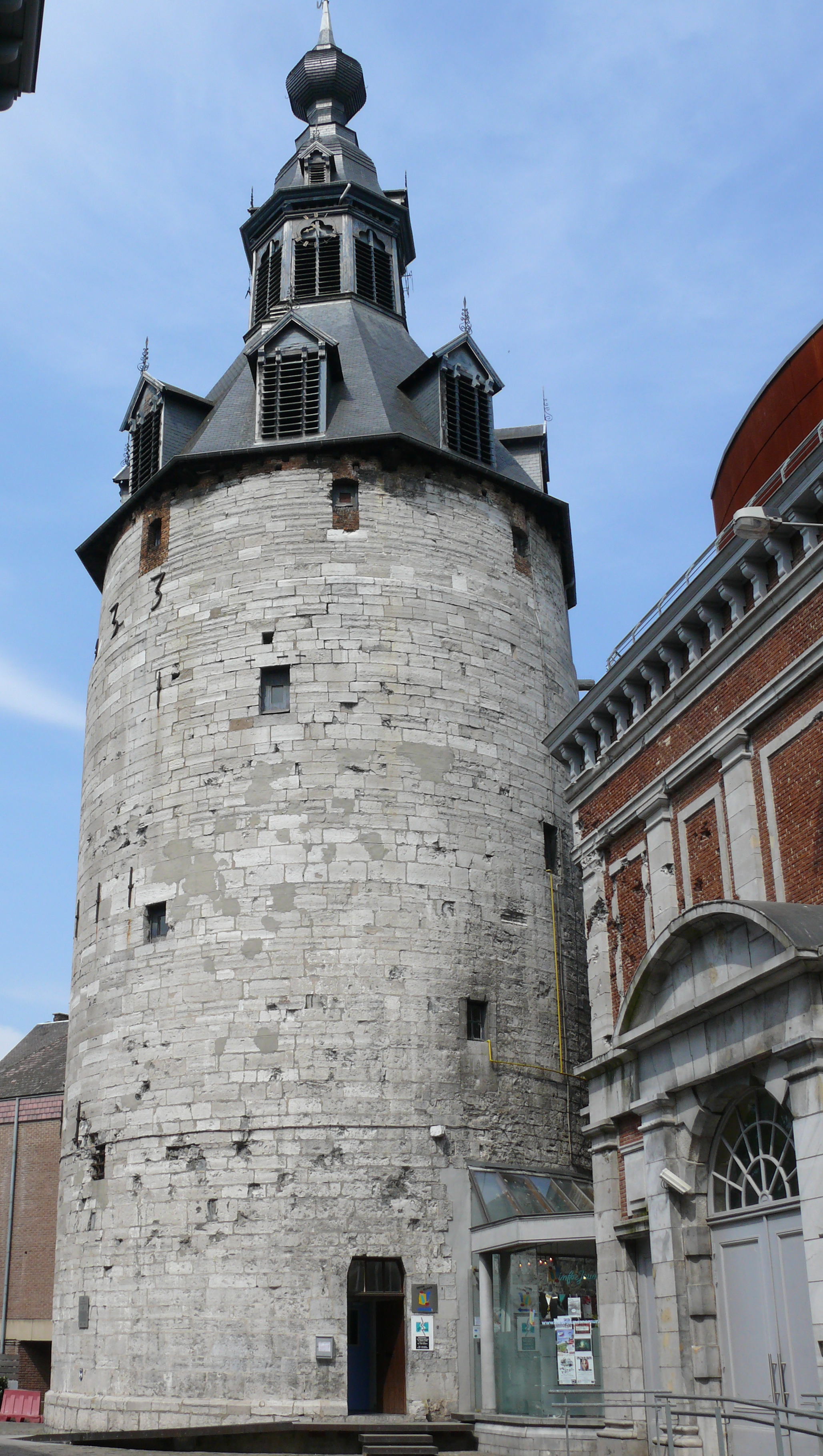
Belfort van Namen, gebouwd ca. 1388

## Geboren
- 13 juni - Thomas Montagu, Engels edelman en legerleider
- 23 augustus - Everhard IV van Württemberg, Duits edelman
- 7 september - Gian Maria Visconti, hertog van Milaan (1402-1412)
- 29 september - Thomas van Clarence, Engels prins
- Giovanni II Crispo, hertog van Naxos
- Jean de Stavelot, Luiks kroniekschrijver
- Juan de Torquemada, Spaans kardinaal
- Álvaro de Luna, Castiliaans staatsman (jaartal bij benadering)
- Lodewijk II van Chalon-Arlay, prins van Orange (1418-1463) (jaartal bij benadering)

## Overleden
- 28 februari - Wladislaus de Witte, kroonpretendent van Polen
- 26 maart - Niccolò II d'Este (~49), heer van Ferrara
- 15 mei - Wenceslaus van Saksen (~50), keurvorst van Saksen-Wittenberg en hertog van Brunswijk-Lüneburg (1370-1388)
- 27 juni - Imagina van Westerburg, Duitse adellijke vrouw
- 23 augustus - Ulrich van Württemberg, Duits edelman
- 20 september - Firuz Shah Tughluq (~79), sultan van Delhi (1351-1388)
- 17 oktober - John Neville (~51), Engels edelman
- 19 oktober - Giovanni Dondi dell'Orologio (~58), Italiaans arts en astronoom
- december - Albrecht IV van Mecklenburg (~26), Duits edelman
- Borommaracha I, koning van Ayutthaya (1370-1388)
- Otto VI, graaf van Tecklenburg
- Everaard t'Serclaes (~72), Brabants bestuurder
- al-Shatibi (~68), Andalusisch theoloog
- Simon de Burley (~52), Engels staatsman
- Thonglan, koning van Ayutthaya (1388)